# Eucalyptus platyphylla
Eucalyptus platyphylla är en myrtenväxtart som beskrevs av Ferdinand von Mueller. Eucalyptus platyphylla ingår i släktet Eucalyptus och familjen myrtenväxter. Inga underarter finns listade i Catalogue of Life.

## Bildgalleri

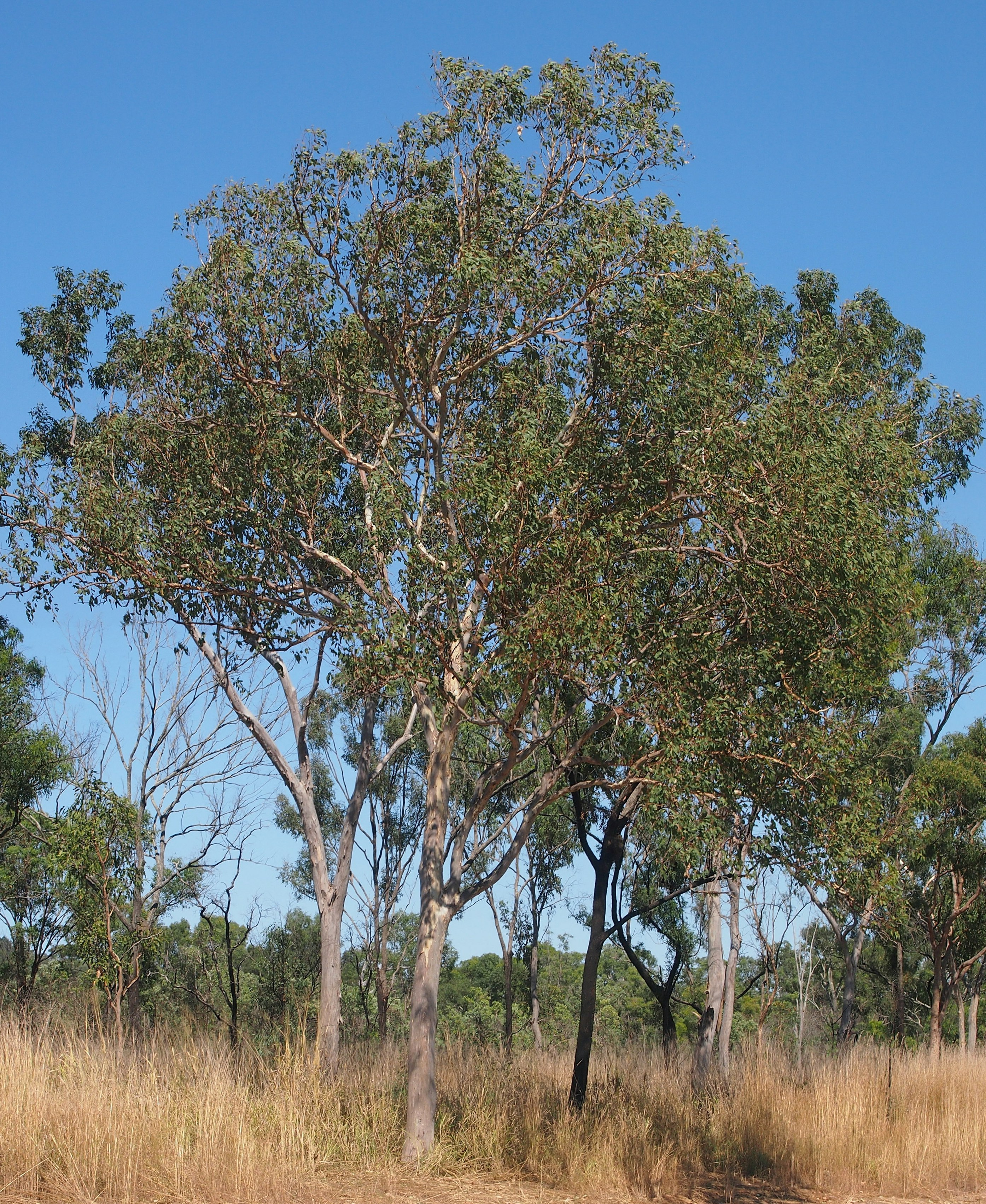
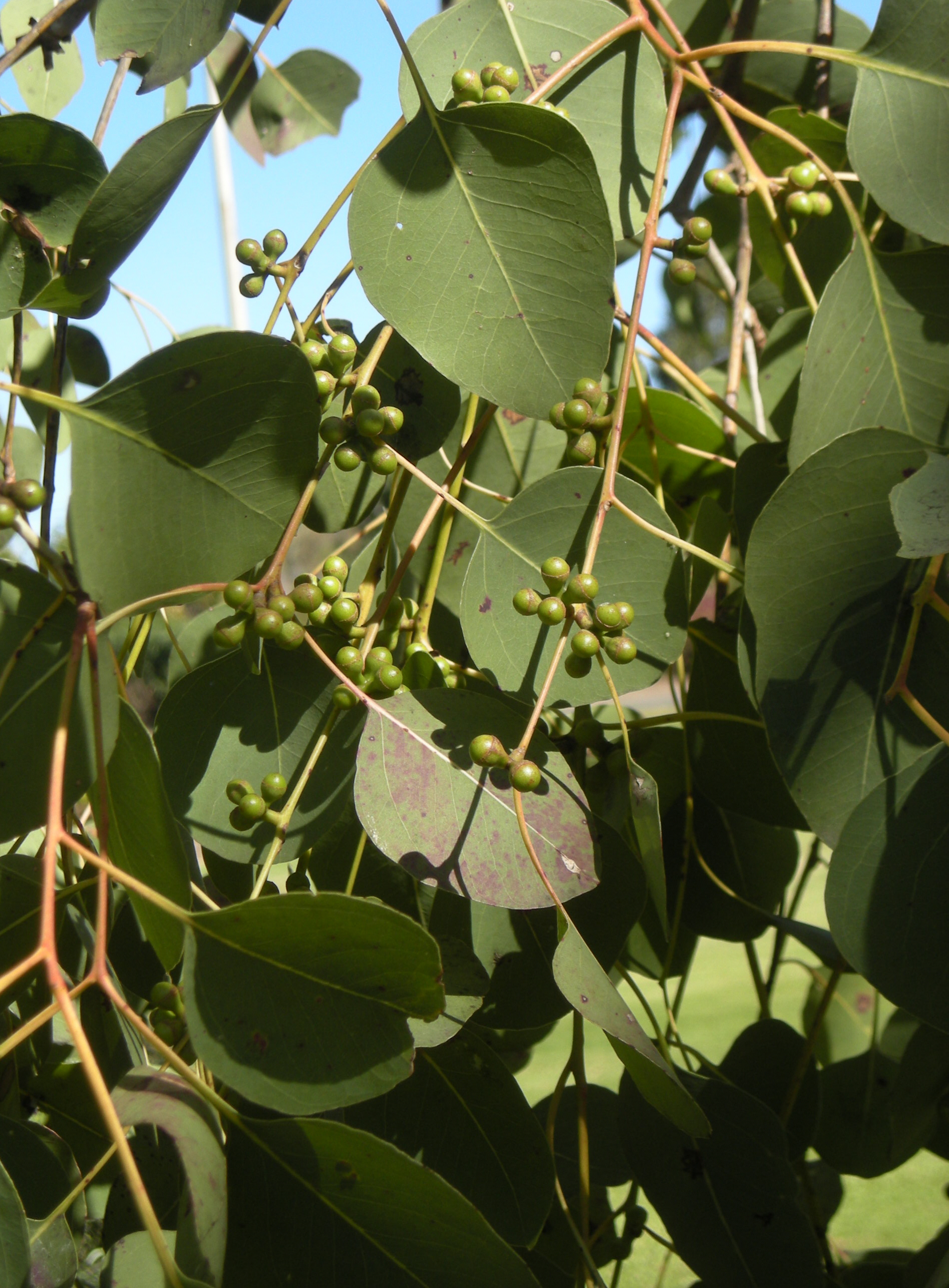
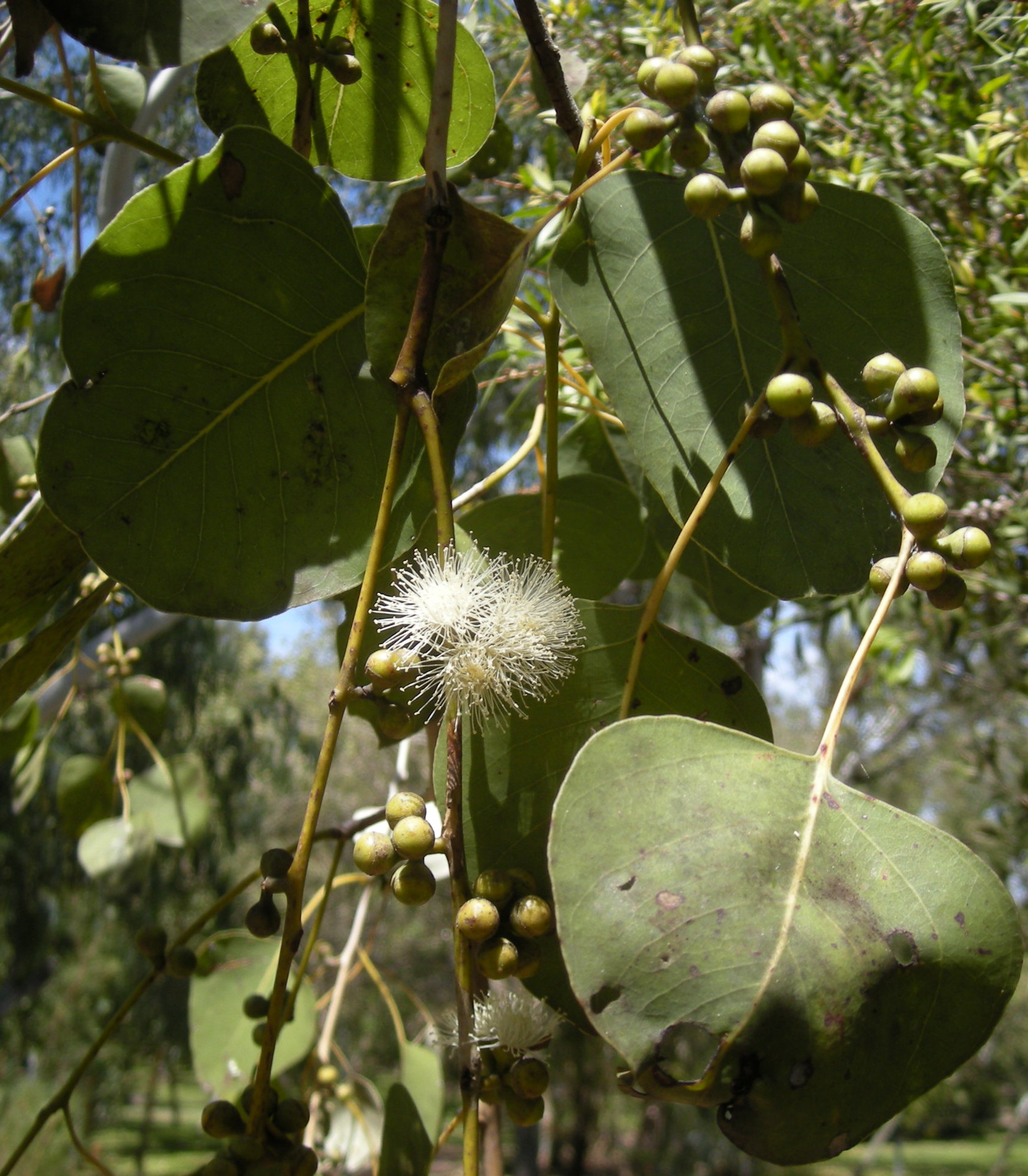
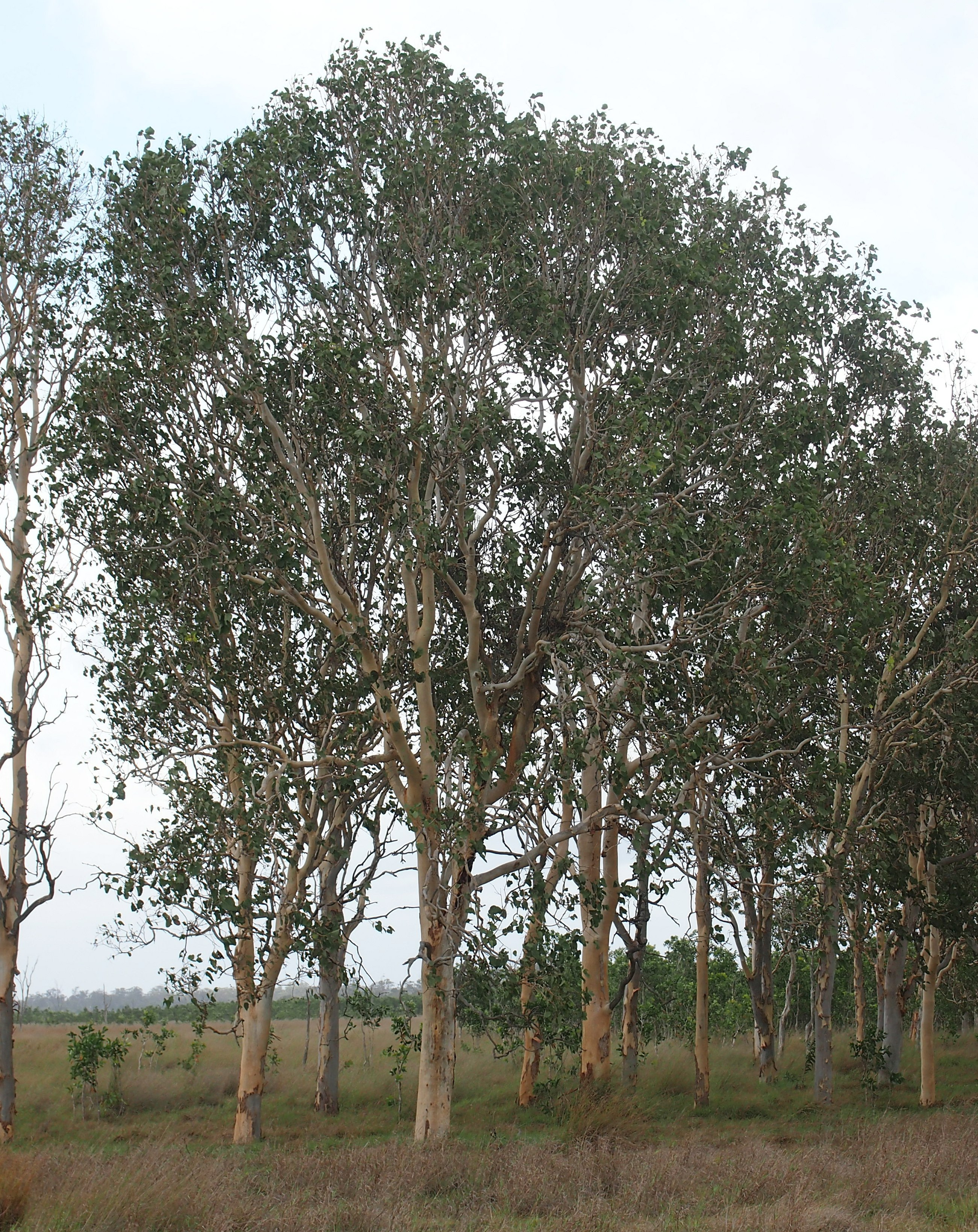